# هانس ادر (بازیکن فوتبال)
هانس ادر (انگلیسی: Hans Eder) (۱۴ نوامبر ۱۹۳۴ – ۵ سپتامبر ۲۰۲۲) بازیکن فوتبال اهل آلمان بود.
از باشگاه‌هایی که در آن بازی کرده بود می‌توان به باشگاه فوتبال هرتابرلین اشاره کرد.